# Günser Gebirge
Das Günser Gebirge (auch Günser Berge oder Günser Bergland, ung. Kőszegi-hegység) ist eine Gruppe bewaldeter Berge an der Grenze zwischen Österreich und Ungarn mit Höhen zwischen 600 und 900 Metern. Das Bergland ist geologisch mit den mittleren Zentralalpen der Hohen Tauern verwandt, obwohl es bereits am Übergang zur Pannonischen Tiefebene liegt.
Geowissenschaftlich wird das Günser Gebirge bisweilen als Rechnitzer Schiefergebirge und tektonisch als Rechnitzer Fenster bezeichnet.

## Geografie
Das relativ sanft gewellte Gebirge hat eine Ausdehnung von etwa 15 × 20 km und liegt zu etwa 80 % im österreichischen Burgenland, hat aber seinen Namen nach der westungarischen Grenzstadt Güns (ungar. Kőszeg). Es liegt im Dreieck der Städte Oberwart, Oberpullendorf und Kőszeg, grenzt im Norden an die niederösterreichische Bucklige Welt und wird von den Flüssen Pinka und Rabnitz nach Süden entwässert, während die Güns, welche die Nordgrenze bildet, nach Osten direkt zur Raab fließt.

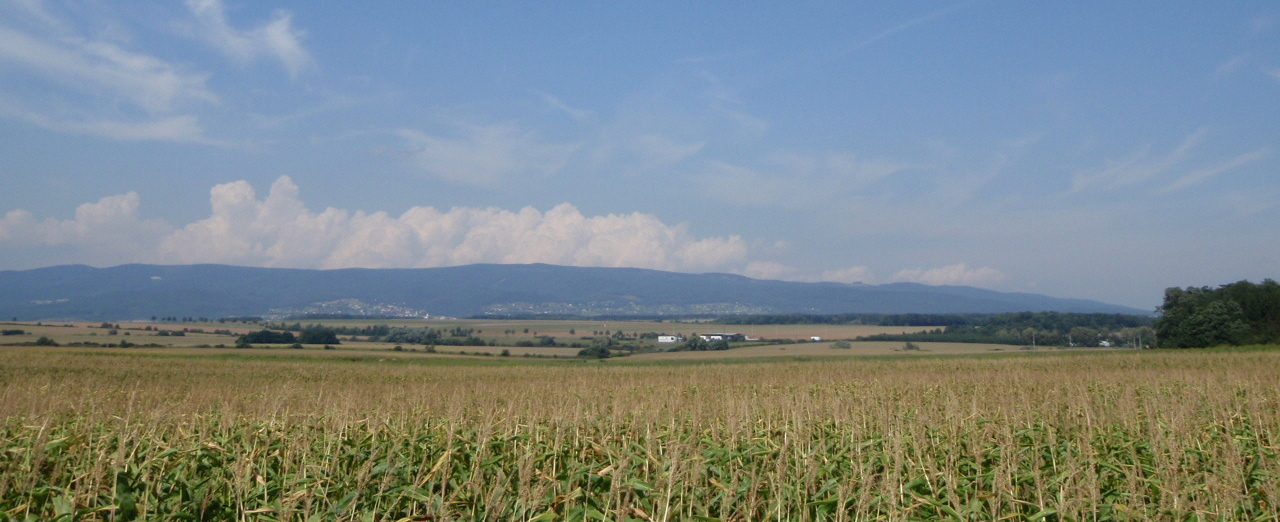
Günser Gebirge

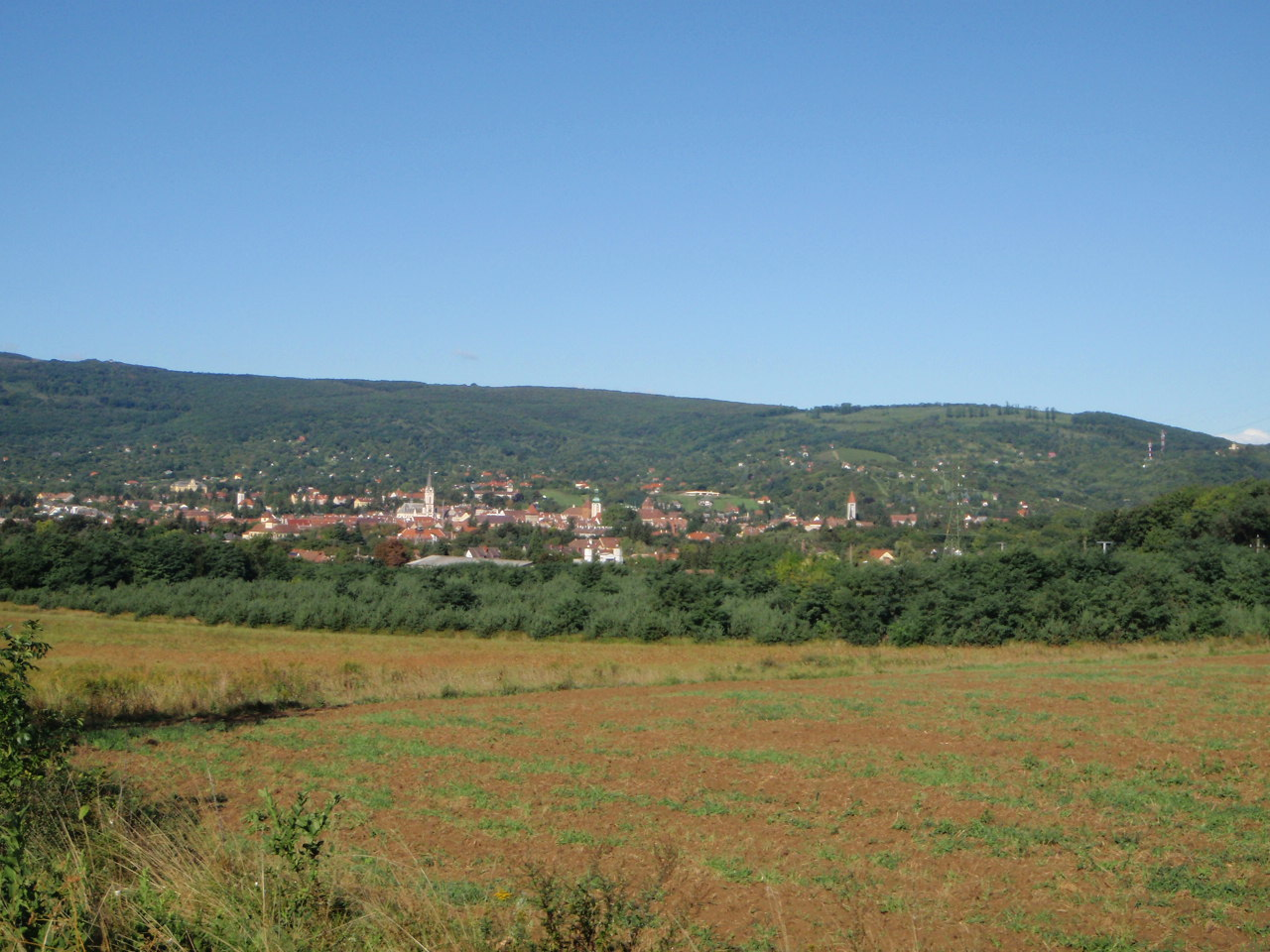
Günser Gebirge bei Kőszeg

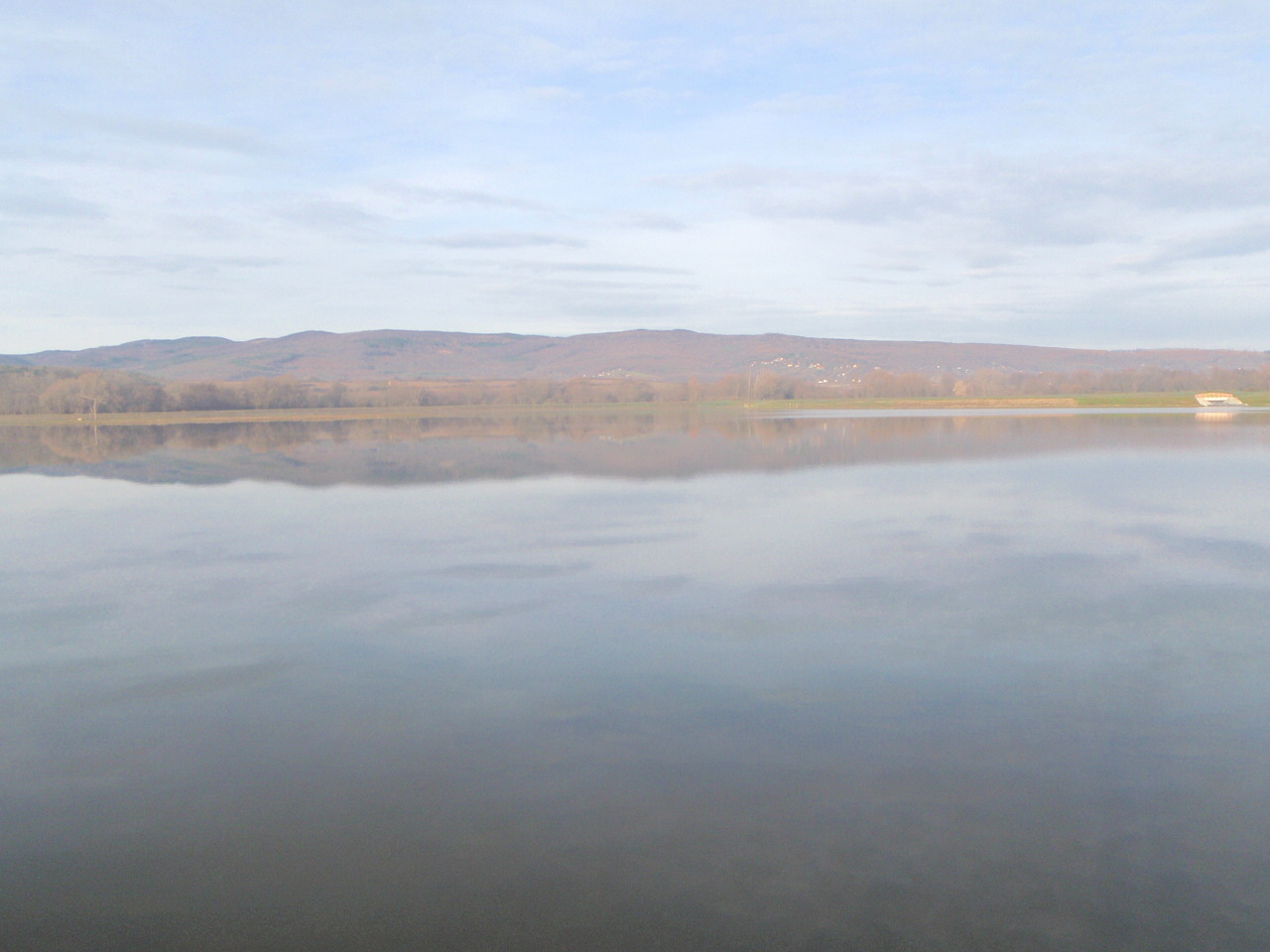
Badesee mit Günser Gebirge bei Kőszegfalva

Das fast gänzlich bewaldete Gebiet (geografische Breite 47°17' bis 47°25' Nord, Länge 16°18' bis 16°32' Ost) wird von der Geschriebenstein Straße (B56) Lockenhaus-Rechnitz überquert, die mit Höhen zwischen 300 und 820 m nahe an der Staatsgrenze vorbeiführt. Am Westrand verläuft die „Schlösserstraße“ von Kirchschlag bzw. Günseck nach Bernstein und Stadtschlaining bis zur Bezirkshauptstadt Oberwart. Ins Gebirge selbst führen außer der B56 nur einige Stichstraßen, von denen jene nach Glashütten und dem früheren Bergwerk jedoch fast die Anhöhe des Kleinen Hirschensteins (836 m ü. A.) erreicht.
Die höchsten Gipfel sind der Geschriebenstein mit einer Höhe von 884 m ü. A. mit einer Aussichtswarte direkt an der Staatsgrenze, und der Große Hirschenstein (862 m ü. A.) mit Rundfunksender. Der Geschriebenstein ist der höchste Berg des ganzen Burgenlandes. Die Westgrenze des eigentlichen Gebirges bildet der etwa 500 m hohe Sattel zwischen Goberling und Holzschlag. An den sonnigen Südhängen von Rechnitz bis Schlaining gibt es Obst- und Weinbau sowie Plantagen mit Edelkastanien.

## Geologie
Die Geologen nennen das Bergland auch Rechnitzer Schiefergebirge und fassen es mit dem nördlich anschließenden Bernsteiner Gebirge zum so genannten Günser Sporn zusammen. Er trennt einerseits das Mittel- vom Südburgenland und bildet andererseits den Übergang von der ungarischen Tiefebene zum Alpenostrand. Das Gebirge baut sich aus metamorphen, kristallinen Schiefern auf, die dem Jura und der Unterkreide entstammen und im Zuge der jungalpidischen Gebirgsbildung (Paläogen) metamorph wurden:
- aus Sedimenten hervorgegangene Bündnerschiefer
- verschiedene aus magmatischen Gesteinen, insbesondere Ophiolithen, hervorgegangene Grüngesteine, vor allem Grünschiefer, Prasinit und Serpentinit

Beide Gesteinsgruppen weisen Ähnlichkeit mit Gesteinen des Tauernfensters in den Hohen Tauern sowie denen des Engadiner Fensters und des Gargellenfensters auf. Gleichartige Gesteine wie im Günser Gebirge finden sich nicht nur nördlich im Bernsteiner Gebirge, sondern auch 10 km weiter südlich bei Deutsch Schützen-Eisenberg.
Wie das Tauernfenster nimmt das Günser Gebirge, geologisch auch als Rechnitzer Fenster bezeichnet, eine Sonderstellung ein, weil seine erdgeschichtlich jüngeren, penninischen Gesteine im Nordwesten von älteren ostalpinen Gesteinen überlagert werden, also ein tektonisches Fenster vorliegt. Die alpengeologische Baueinheit des Penninikums ist sonst in Österreich bis auf die oben genannten Ausnahmen an der Erdoberfläche nicht anzutreffen: sie wird überdeckt von den Gesteinen des Ostalpins, die bei der Alpidischen Gebirgsbildung von Südosten her mehrere hundert oder sogar mehr als tausend Kilometer als tektonische Decken über das Penninikum überschoben wurden.
Das im Nordwesten gelegene Semmeringfenster hingegen ist zwar ebenfalls ein tektonisches Fenster, dort treten jedoch jüngere Einheiten des Ostalpins unter älteren derselben Baueinheit zu Tage.
Das Günser Gebirge ist reich an Bodenschätzen, von denen der Schwefelkies bei Glashütten, der Kupferkies bei Schlaining und der Asbest bei Rechnitz allerdings unwirtschaftlich wurden. Bedeutend blieb hingegen der Antimon-Bergbau bei Stadtschlaining und der Edelserpentin, der sich am Hang der Kleinen Plischa (639 m ü. A.) aus penninischen Ophiolithen gebildet hat.